# Rådasjön (Råda socken, Västergötland)
Rådasjön är en sjö i Härryda kommun och Mölndals kommun i Västergötland och ingår i Göta älvs huvudavrinningsområde. Sjön är 23 meter djup, har en yta på 1,92 kvadratkilometer och befinner sig 49,4 meter över havet. Sjön avvattnas av vattendraget Mölndalsån, som rinner genom sjön i öst-västlig riktning och längre nedströms byter namn till Gullbergsån.
Vid Rådasjön ligger orterna Mölnlycke och Pixbo samt östra Mölndal. Nämnvärda byggnader vid sjön är Råda säteri och Slottsviken. Rådasjön är dricksvattentäkt för Mölndals kommun. Sedan januari 2006 utgör hela Rådasjön samt dess stränder och vissa omgivande områden Rådasjöns naturreservat efter beslut av fullmäktige i de båda kommunerna. Flera idrottsklubbar, däribland Mölndals Roddklubb och Rådasjöns Segelsällskap, bedriver sin verksamhet på sjön. Under sommaren brukar banor för tävlingsrodd läggas ut på en del av sjön.

## Delavrinningsområde
Rådasjön ingår i delavrinningsområde (639871-127809) som SMHI kallar för Utloppet av Rådasjön. Medelhöjden är 77 meter över havet och ytan är 14,92 kvadratkilometer. Räknas de 17 avrinningsområdena uppströms in blir den ackumulerade arean 199,2 kvadratkilometer. Gullbergsån (Mölndalsån) som avvattnar avrinningsområdet har biflödesordning 3, vilket innebär att vattnet flödar genom totalt 3 vattendrag innan det når havet efter 19 kilometer. Avrinningsområdet består mestadels av skog (40 %). Avrinningsområdet har 2,04 kvadratkilometer vattenytor vilket ger det en sjöprocent på 13,6 %. Bebyggelsen i området täcker en yta av 4,78 kvadratkilometer eller 32 % av avrinningsområdet.

## Bilder

Rådasjön
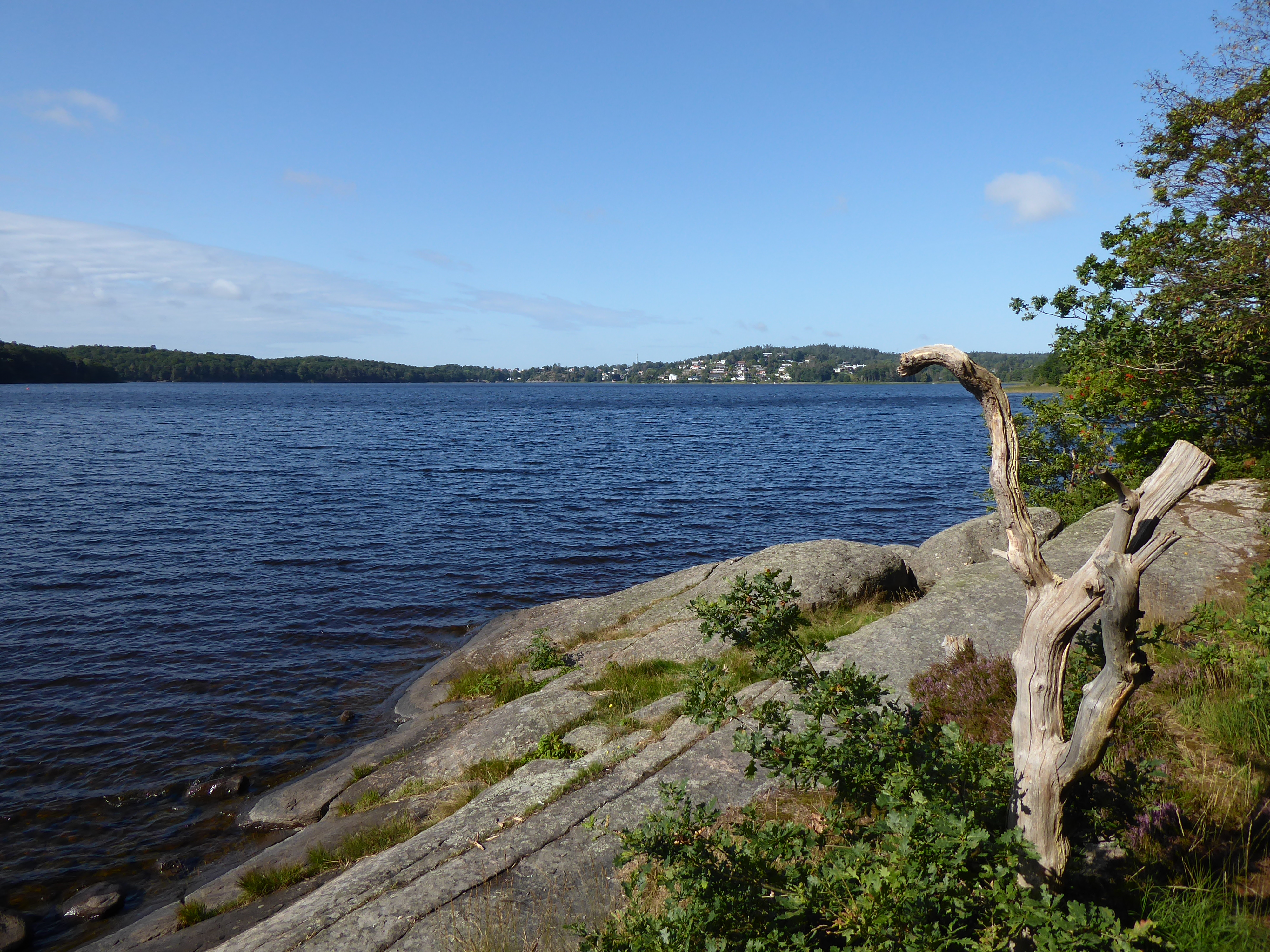
Rådasjön från nordsidan riktning västerut den 25 augusti 2021.
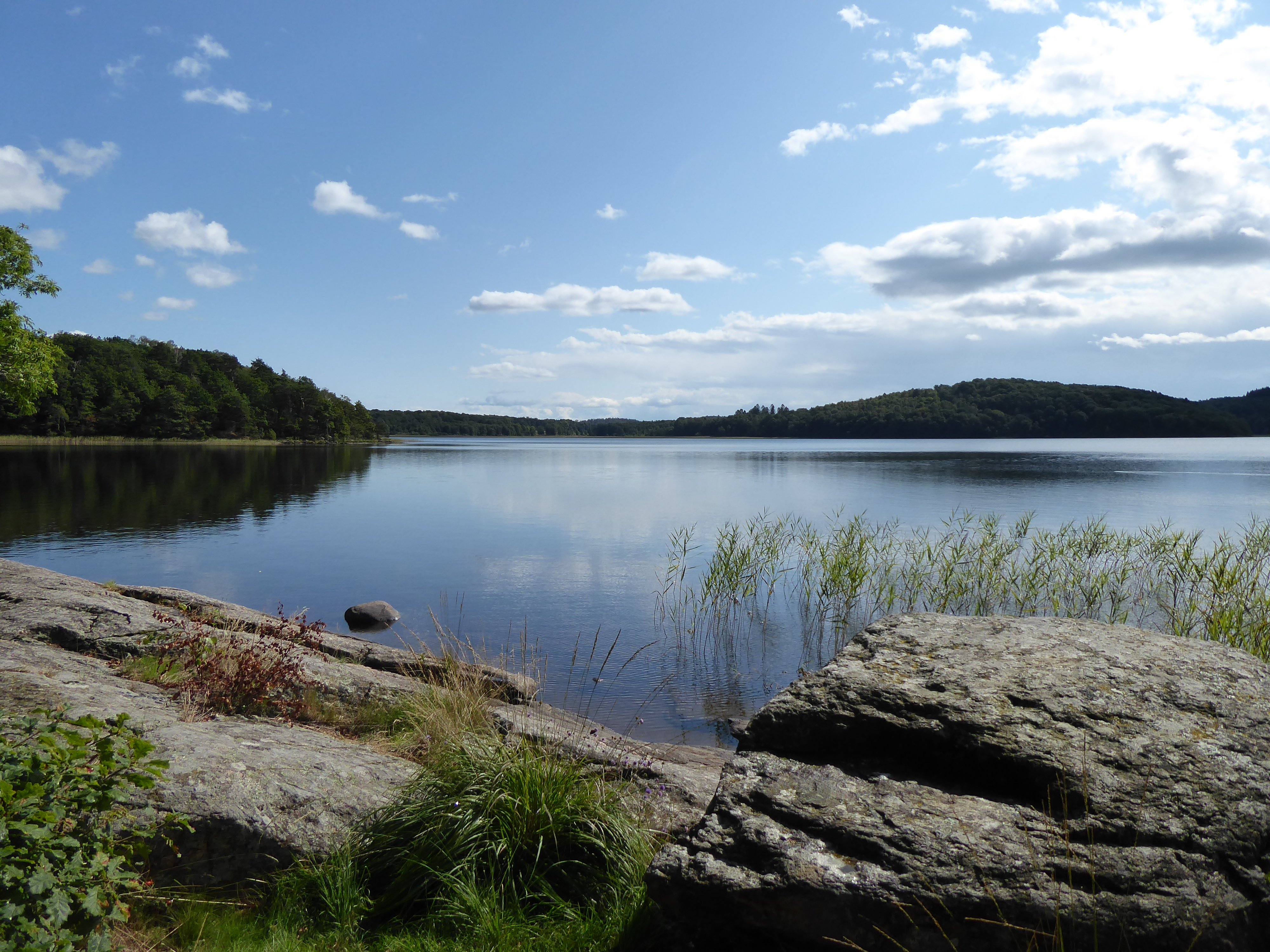
Rådasjön från nordsidan riktning österut den 25 augusti 2021.
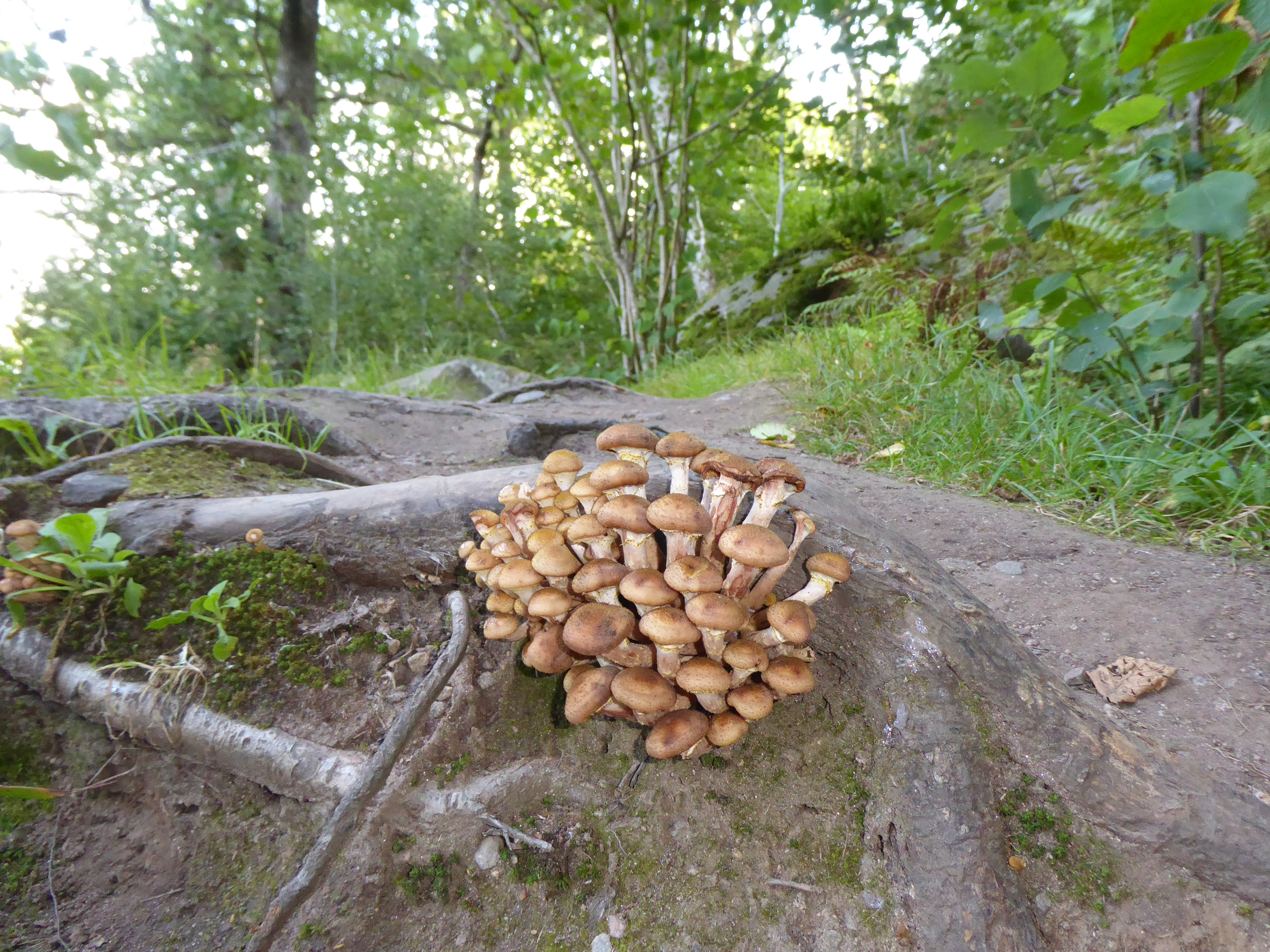
Honungsskivling på 12-km-slingan runt Rådasjön den 25 augusti 2021.
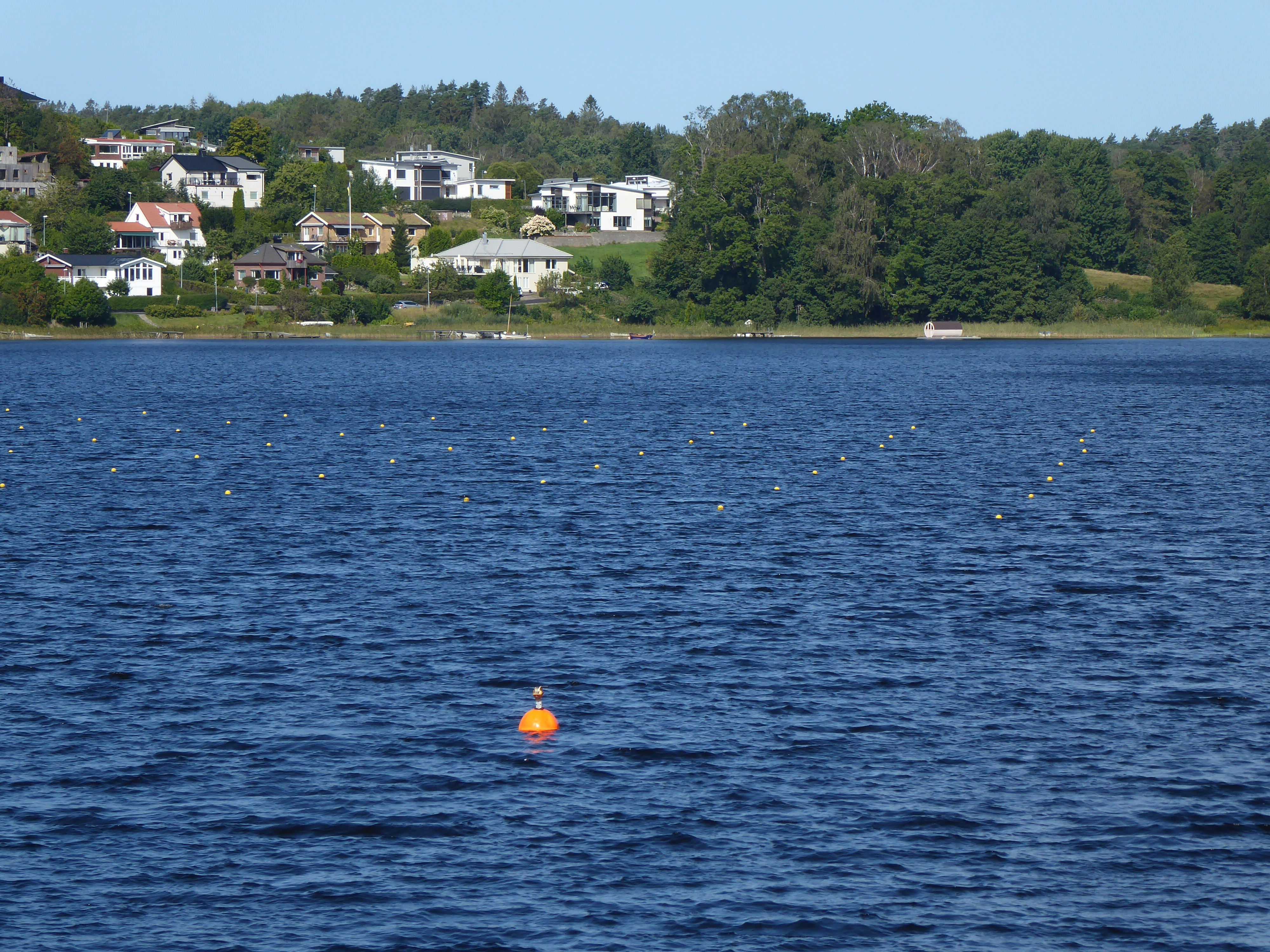
Banor för tävlingsrodd i Rådasjön den 25 augusti 2021.
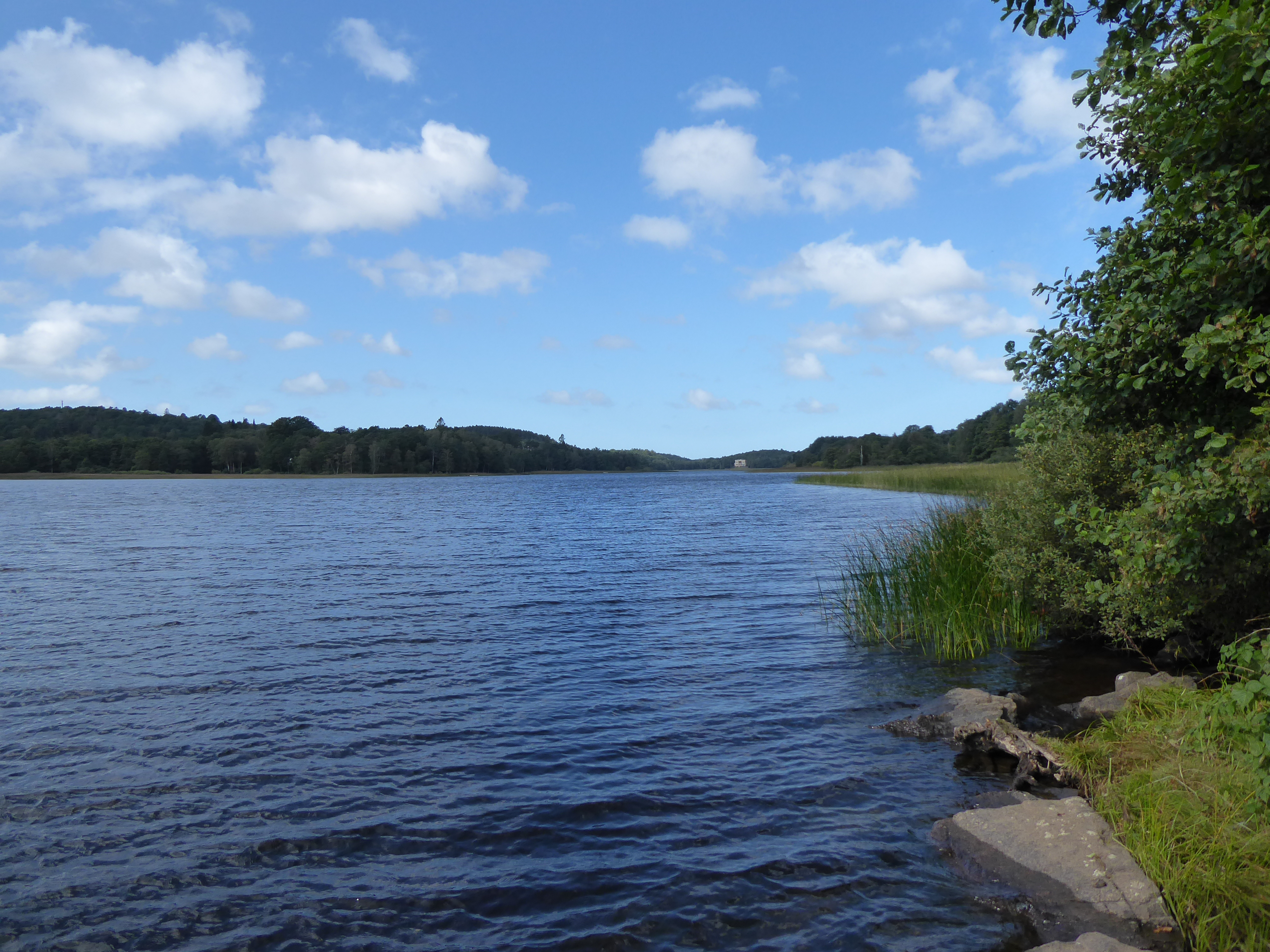
Rådasjön från sydöst riktning västerut den 25 augusti 2021.